# Vidå
Il Vidå (in danese Vidå, in tedesco Wiedau, in frisone Widuu, in jutlandico æ Virå) è un fiume della Danimarca meridionale di 69 km di lunghezza.
Nasce alla confluenza dei fiumi Arnå e Hvirlå a circa 4 km a est di Tønder verso cui si dirige per poi lambirne la perifieria meridionale. Piega quindi verso sud-ovest fin quasi a raggiungere il confine con la Germania e forma il lago Rudbøl la cui costa meridionale è in territorio tedesco. Esce dalla sponda occidentale del lago dirigendosi verso nord-ovest, nuovamente in territorio danese, fino a sfociare nel Mare del Nord, più precisamente nel Mare dei Wadden, poco a sud della cittadina di Højer.
A causa del ridotto salto altimetrico tra fonte e foce, il fiume è in gran parte controllato da dighe e stazioni di pompaggio. Il tratto finale del fiume, dal lago al mare, attraversa una zona golenale in cui il fiume è lasciato esondare quando la diga posta sull'estuario del Vidå viene chiusa durante le fasi di tempesta del mare del Nord. Tale zona costituisce anche una riserva naturale in cui sostano varie specie migratorie.
Storicamente, il Vidå costituiva il limite settentrionale della Frisia.